# لغة عبرية طبرية

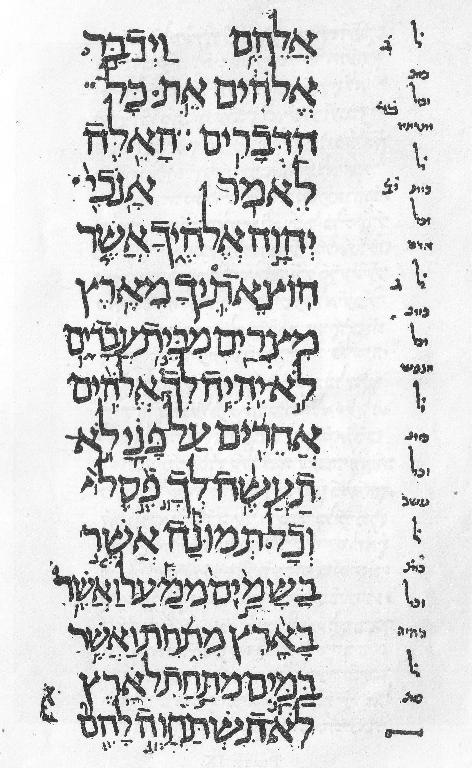
نصوص عبرية قديمة، مكتوبة باللغة العبرية الطبرية.

اللغة العبرية الطبرية (بالعبرية الطبرية: עִבְרִית טַבְרָנִית)، هي عبارة عن طريقة نطق للغة العبرية. وسميت باسم اللغة العبرية الطبرية؛ لأنها وضعت على يد الماسوراتيين (علماء اليهود الفلسطينيين) في فلسطين تحديدا في طبريا، وكان ذلك في الفترة (750-950 م).
وقد وضعت اللغة العبرية الطبرية لعدة أسباب:
- انقراض اللغة العبرية كلغة حديث وأدب وانحسارها في الكتاب المقدس اليهودي على شكل لغة مكتوبة، وهذا بدوره أدى إلى انقطاع الصلة بين اللغة العبرية المكتوبة واللغة العبرية المنطوقة باللسان.
- اختلاف قراءة اليهود الفلسطينيين في تلك الحقبة للكتاب المقدس اليهودي، فقد وجدت عدة لهجات كل منها تقرأه بطريقة مغايرة للأخرى، وهذا بدوره زاد من أهمية ضبط نطق الكتاب المقدس اليهودي بطريقة واحدة من أجل حمايته من الضياع.

وقد حاول الماسوراتيون ضبط نطق اللغة العبرية الطبرية كما كانت تنطق اللغة العبرية في زمن الأوائل من العبرانيين (أي كنطق التوراة الذي نزل على النبي موسى)، لكن اللغة العبرية في زمنهم باتت ميتة مكتوبة غير منطوقة لا تستخدم الإعجام والحركات فحاروا أمام النص الذي بين أيديهم فلم يكن أمامهم إلا وضبط نطقها كما تنطق اللغة الآرامية الفلسطينية المستخدمة في طبريا.

## لمحة تاريخية
كانت اللغة العبرية حتى القرن السابع الميلادي تستخدم حروف المد (א ה ו י) كحركات، لكن نتيجة لتعدد أصوات العلة واختلاف قراءات الكتاب المقدس اليهودي وضعت المدرسة الطبرية الماسوراتية نظام الحركات الطبري تأثرا لما كان سائدا في اللغة السريانية واللغة العربية. ففي الوقت الذي كانت به اللغة العبرية تستخدم نظام كتابة بدائي نوعا ما يستخدم الحروف فقط، كانت اللغة السريانية واللغة العربية تستعملان نظاما أكثر تطورا يستخدم الحروف مع الحركات والإعجام.
ومع ذلك، فإن نطق اللغة العبرية الطبرية لا يمثل نطق اللغة العبرية القديمة والتي تعود لزمن الأوائل من العبرانيين. فاللغة العبرية الطبرية تمثل طريقة النطق الفلسطيني للغة الآرامية، بينما اللغة العبرية القديمة كانت تمثل خليط من اللهجات الكنعانية. ويعود سبب هذا الاختلاف في كلا النطقين نتيجة للأحداث السياسية التي مرت بها فلسطين، فقد تم تدمير فلسطين (مملكة إسرائيل ومملكة يهودا) على يد الآشوريين والبابليين وكذلك فقد تم طرد جزءا من سكانها منها وهذا أدى إلى تمزيق المزيج الاجتماعي في فلسطين، ونتيجة لذلك تأثر هؤلاء السكان باللغات الجديدة التي كانت سائدة في المنفى أو التي سادت في فلسطين بعد دخول الشعوب الأخرى إليها من البابليين والآشوريين. وهذا أدى إلى ضياع اللغة العبرية القديمة ونسيانها ولم يعد لها أي أثر، وبالتالي لم يستطع الماسوراتيون ضبطها على صورتها الأصلية فقاموا بضبطها كنطق السكان للغة الآرامية في فلسطين.

## أصوات اللغة العبرية الطبرية

### الصوامت
يوجد في اللغة العبرية الطبرية (22) حرفا، وتلفظ الحروف (ב ג ד כ פ ת / ך ף) و(ש) و(ר) بطريقتين. لاحظ الجدول الآتي والذي يبين صوتيات اللغة العبرية الطبرية:
| |        | شفوي      | بين أسناني | لثوي أسناني | لثوي أسناني | غاري  | طبقي  | لهوي   | حلقي  | حنجري |
| مرقق | مفخم   | شفوي      | بين أسناني |             |             | غاري  | طبقي  | لهوي   | حلقي  | حنجري |
| --- | ------ | --------- | ---------- | ----------- | ----------- | ----- | ----- | ------ | ----- | ----- |
| أنفي | أنفي   | m (م)     |            | n (ن)       |             |       |       |        |       |       |
| انفجاري | مهموس  | p (پ)     |            | t (ت)       | tˤ (ط)      |       | k (ك) | q (ق)  |       | ʔ (ء) |
| انفجاري | مجهور  | b (ب)     |            | d (د)       |             |       | ɡ (گ) |        |       |       |
| احتكاكي | مهموس  | f (ف)     | θ (ث)      | s (س)       | sˤ (ص)      | ʃ (ش) | x (خ) |        | ħ (ح) | h (ه) |
| احتكاكي | مجهور  | v (ڤ، و1) | ð (ذ)      | z (ز)       |             |       | ɣ (غ) |        | ʕ (ع) |       |
| تكراري | تكراري |           |            | r (ر2)      |             |       |       | ʀ (ر2) |       |       |
| تقريبي | تقريبي |           |            | l (ل)       |             | j (ي) |       |        |       |       |
| ^1 المقصود بحرف (و) هنا، أي مثلما ينطق باللغة الفارسية /v/ وليس /w/ كما في اللغة العربية. ^2 ورد حرف (ر) مرتين؛ وذلك لأن اللغة العبرية الطبرية فيها نطقين لحرف (ר). الأول /r/ كاللغة العربية، والثاني /ʀ/ كاللغة الفرنسية تقريبا. |        |           |            |             |             |       |       |        |       |       |

| الحرف | א   | ב   | ג   | ד   | ה  | ו  | ז   | ח   | ט   | י  | כ ך | ל   | מ ם | נ ן | ס   | ע   | פ ף | צ ץ | ק  | ר   | ש   | ת   |
| الاسم | אָלֶף | בֵּית | גִּמֶּל | דָּלֶת | הֵא | וָו | זָיִן | חֵית | טֵית | יֹד | כָּף  | לָמֶד | מֵם  | נוּן | סָמֶךְ | עָיִן | פֶּה  | צָדִי | קֹף | רֵשׁ  | שִׁין | תָּו  |
| النطق | ʔ   | b v | g ɣ | d ð | h  | v  | z   | ħ   | tˤ  | j  | k x | l   | m   | n   | s   | ʕ   | p f | sˤ  | q  | ʀ r | ʃ s | t θ |

ملاحظات:
- حرف (ו) لا ينطق /w/ عندما يكون لينا إنما ينطق /v/. أي أنه ينطق مثل حرف (ב) بدون الشدة الخفيفة.
- عند وقوع حرف (ו) كحرف عطف قبل الحروف الشفوية (ב ו מ פ) أو قبل حرف ساكن بسكون (ְ) فإنه ينطق على شكل /ʔu/.
- حرف (ר) ينطق بثلاث طرق مختلفة:

1. ينطق على شكل /ʀ/ في جميع الحالات عدا الحالات في الأسفل.
2. ينطق على شكل /r/ إذا وقع قبل الحروف (ד ז ט נ ל ס צ שׂ ת) وهو ساكن بسكون تام أو إذا وقع بعد هذه الحروف وكانت ساكنة بسكون تام.
3. ينطق على شكل /ʀʀ/ إذا كان مشددا بالشدة الثقيلة (רּ).
- حرف (שׂ) ينطق مثل نطق حرف (ס) أي على شكل /s/.
- أصبحت مجموعة الأحرف (ב ג ד כ פ ת / ך ף) تنطق بطريقتين تأثرا باللغة الآرامية. فقد أصبحت تنطق بطريقة انفجارية وبطريقة احتكاكية.

### الصوائت

رسم تخطيطي يوضح مخارج الحركات في اللغة العبرية الطبرية.

يوجد في اللغة العبرية الطبرية (7) من الحركات (الصوائت) كالتالي:
|             | أمامي | خلفي |
| ----------- | ----- | ---- |
| مغلق        | i     | u    |
| متوسط مغلق  | e     | o    |
| متوسط مفتوح | ɛ     | ɔ    |
| شبه مفتوح   | a     | a    |

ملاحظات:
- الحركة /ɔ/ ربما كانت تنطق /ɑ/ وليس /ɔ/ لكن الأكثر رجاحة أنها تنطق /ɔ/.

## نظام التشكيل في اللغة العبرية الطبرية
يسمى التشكيل باللغة العبرية الطبرية بـ (נִקֹּדֹת)، ويتعدد التشكيل في اللغة العبرية الطبرية كما في النحو الآتي:

### الحركات المليئة
(بالعبرية الطبرية: תְּנוּעֹת מְלֵאֹת)، يوجد في اللغة العبرية الطبرية (7) حركات مليئة تنطق بسبع طرق مختلفة. لاحظ الجدول الآتي والذي يبين الحركات المليئة:
| حرف א مع الحركة | التراكيب مع أحرف المد | الاسم بالعبرية الطبرية | كيفية النطق | ملاحظات حول الحركة             |
| --------------- | --------------------- | ---------------------- | ----------- | ------------------------------ |
| אַ               | אַא אַה                 | פַּתָּח                    | /a/         | تقابل الفتحة باللغة العربية.   |
| אָ               | אָא אָה                 | קָמֶץ                    | /ɔ/         | عبارة عن ضمة ممالة إلى الفتح.  |
| אִ               | אִא אִי                 | חִירֶק                   | /i/         | تقابل الكسرة باللغة العربية.   |
| אֵ               | אֵא אֵה אֵי              | צֵרִי                    | /e/         | عبارة عن كسرة ممالة إلى الكسر. |
| אֶ               | אֶא אֶה                 | סְגֹל                    | /ɛ/         | عبارة عن كسرة ممالة إلى الفتح. |
| אֻ               | אֻא אוּ                 | קֻבּוּץ                   | /u/         | تقابل الضم باللغة العربية.     |
| אֹ               | אֹא אֹה אוֹ              | חֹלֶם                    | /o/         | عبارة عن ضمة ممالة إلى الضم.   |

ملاحظات:
- الحركة المليئة (קֻבּוּץ) يوجد لها صورة ثانية وهي (וּ) وتسمى بالعبرية الطبرية (שׁוּרֶק) وهي لا تختلف عنها بالنطق حيث أنها تنتطق /u/.

### السكون
(بالعبرية الطبرية: שְׁוָא)، يقسم السكون في اللغة العبرية الطبرية إلى قسمين وهما: السكون التام (بالعبرية الطبرية: שְׁוָא נָח) وهو يقابل السكون باللغة العربية، والسكون المتحرك (بالعبرية الطبرية: שְׁוָא נָע) وهذا النوع لا يوجد له مثيل في اللغة العربية. لاحظ الجدول الآتي والذي يبين أنواع السكون:
| نوع السكون     | حرف א مع السكون | كيفية النطق                                                                                           | ملاحظات |
| -------------- | --------------- | --- | --- |
| السكون التام   | אְ               | Ø (لا نطق)                                                                                            | يأتي السكون التام بعد حركة مليئة قصيرة بدون نبر دائما. |
| السكون المتحرك | אְ (אֲ אֱ אֳ )      | ينطق بطرق متعددة: - /ă/ تكتب (ְ) أو (ֲ)، - /ɔ̆/ تكتب (ְ) أو (ֳ)، - /ĭ/ تكتب (ְ) أو (ְִ)، - /ɛ̆/ تكتب (ְ) أو (ֱ). | يأتي السكون المتحرك في الحالات الآتية: - الحرف الساكن الذي يتبع حرفا ساكنا سابقا له، - الحرف الساكن المشدد بالشدة الثقيلة، - الحرف الساكن في بداية الكلمة، - الحرف الساكن المسبوق بحركة مليئة منبورة. |

ملاحظات:
- الحروف الحلقية (א ה ח ע) لا تقبل السكون المتحرك على الصورة (ְ)، لذلك يتم استخدام الحركات المخطوفة (ֲ ֱ ֳ ְִ) بدلا من السكون المتحرك على الصورة (ְ).

يلاحظ مما سبق أن الأحرف الحلقية (א ה ח ע) لا تقبل السكون عادة على الصورة (ְ)، وبما أن اللغة العبرية الطبرية لا تنتهي كلماتها إلا بحرف ساكن ونتيجة لهذه الظاهرة اللغوية باللغة العبرية الطبرية تولد ما يسمى بـ «الفتحة المسروقة.» ويمكن توضيح معناها بأنها عبارة عن حركة الفتحة توضح أسفل الحرف الحلقي إذا ورد في آخر الكلمة وسبق بحركة كسر أو بحركة ضم على أن تكون حركة الكسر /i/ أو /e/ وحركة الضم /u/ أو /o/ ويستثنى من ذلك الحركتان /ɛ/ و/ɔ/. ويلاحظ أن الحروف الحلقية التي تأخذ الفتحة المسروقة هي (ה ח ע)، أما الحرف الحلقي (א) فلا يأخذ الفتحة المسروقة؛ وذلك لأنه لا ينطق في نهاية الكلمة ويتحول لحرف مد دائما. وينتج عن الفتحة المسروقة أن تتكون تراكيب في حروف العلة. لاحظ الجدول الآتي:
| حرف ה مع الفتحة المسروقة                             | كيفية النطق | حرف ח مع الفتحة المسروقة | كيفية النطق | حرف ע مع الفتحة المسروقة | كيفية النطق |
| ---------------------------------------------------- | ----------- | ------------------------ | ----------- | ------------------------ | ----------- |
| אִהַּ (אִיהַּ)                                             | /iah/       | אִחַ (אִיחַ)                 | /iaħ/       | אִעַ (אִיעַ)                 | /iaʕ/       |
| אֵהַּ (אֵיהַּ)                                             | /eah/       | אֵחַ (אֵיחַ)                 | /eaħ/       | אֵעַ (אֵיעַ)                 | /eaʕ/       |
| אֻהַּ (אוּהַּ)                                             | /uah/       | אֻחַ (אוּחַ)                 | /uaħ/       | אֻעַ (אוּעַ)                 | /uaʕ/       |
| אֹהַּ (אוֹהַּ)                                             | /oah/       | אֹחַ (אוֹחַ)                 | /oaħ/       | אֹעַ (אוֹעַ)                 | /oaʕ/       |
| ملاحظة: التراكيب بين حروف العلة مظللة باللون الأصفر. |             |                          |             |                          |             |

### الحركات المخطوفة
(بالعبرية الطبرية: תְּנוּעֹת חֲטוּפֹת)، يوجد في اللغة العبرية الطبرية (4) حركات مخطوفة إلا أنه يستعمل منها (3) حاليا في الكتابات العبرية، والحركات المخطوفة هي عبارة عن سكون بجانبه حركة. وتنطق الحركات المخطوفة على شكل نصف حركة مليئة بدون نبر أي كنطق القلقلة، لاحظ الجدول الآتي والذي يبين الحركات المخطوفة:
| حرف א مع الحركة | الاسم بالعبرية الطبرية | كيفية النطق | ملاحظات                            |
| --------------- | ---------------------- | ----------- | ---------------------------------- |
| אֲ               | חֲטַף פַּתָּח                | /ă/         | تنطق مثل نصف حركة פַּתָּח غير منبورة.  |
| אֳ               | חֲטַף קָמֶץ                | /ɔ̆/         | تنطق مثل نصف حركة קָמֶץ غير منبورة.  |
|                 | חֲטַף חִירֶק               | /ĭ/         | تنطق مثل نصف حركة חִירֶק غير منبورة. |
| אֱ               | חֲטַף סְגֹל                | /ɛ̆/         | تنطق مثل نصف حركة סְגֹל غير منبورة.  |

ملاحظات:

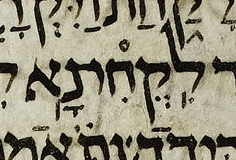
تظهر حركة (חֲטַף חִירֶק) أسفل حرف (ק).

- الحركة المخطوفة الرابعة تسمى بالعبرية الطبرية بـ (חֲטַף חִירֶק) وهي عبارة عن سكون مع حركة (חִירֶק) أي على صورة (ְִ) وكانت تنطق /ĭ/ وهي لا تستخدم حاليا في الكتابات العبرية إلا أنها كانت موجودة في الكتابات الماسوراتية كما في مخطوطة حلب.

### السين والشين
للحرف ש نطقين مختلفين وهما /ʃ/ و/s/ يتم التفريق بينهما من خلال وضع نقطة أعلى الحرف إما من ناحية اليمين (שׁ) أو من ناحية اليسار (שׂ). لاحظ الجدول الآتي والذي يبين ذلك:
| حرف ש مع النقطة | الاسم بالعبرية الطبرية | كيفية النطق |
| --------------- | ---------------------- | ----------- |
| שׁ               | שִׁין                    | /ʃ/         |
| שׂ               | שִׂין                    | /s/         |

### الشدة
(بالعبرية الطبرية: דָּגֵשׁ)، يرمز للشدة باللغة العبرية الطبرية (ּ). ويوجد في اللغة العبرية الطبرية نوعين من الشدات، وهما: الشدة الخفيفة (بالعبرية الطبرية: דָּגֵשׁ קָל) وليس لها مثيل بالعربية، والشدة الثقيلة (بالعبرية الطبرية: דָּגֵשׁ חָזָק) وهي تماثل الشدة باللغة العربية. وتختص الشدة الخفيفة بالأحرف (ב ג ד כ פ ת / ך ף) فإذا وضعت الشدة داخل هذه الأحرف فإنها تلفظ بطريقة انفجارية، وإذا لم توضع فإنها تلفظ بطريقة احتكاكية. لاحظ الجدول الآتي:
| الحرف الانفجاري | كيفية النطق | الحرف الاحتكاكي | كيفية النطق |
| --------------- | ----------- | --------------- | ----------- |
| בּ               | /b/         | ב               | /v/         |
| גּ               | /g/         | ג               | /ɣ/         |
| דּ               | /d/         | ד               | /ð/         |
| כּ ךּ             | /k/         | כ ך             | /x/         |
| פּ ףּ             | /p/         | פ ף             | /f/         |
| תּ               | /t/         | ת               | /θ/         |

أما الحالات التي تستخدم فيها الشدة الخفيفة:
- إذا وقع الحرف في بداية الكلمة ولم يكن مسبوقا بكلمة تنتهي بمقطع مفتوح.
- إذا وقع الحرف بعد سكون تام.

بشكل عام لا يجب أن يكون الحرف مسبوقا بحركة، فإذا سبق الحرف بحركة سواء أكانت مليئة أو مخطوفة فإن الشدة الخفيفة لا توضع به وينطق نطقا خفيفا احتكاكيا. وقد ظهرت هذه القاعدة تأثرا باللغة الآرامية والتي سادت في فلسطين في ذلك الوقت.
أما الشدة الثقيلة (بالعبرية الطبرية: דָּגֵשׁ חָזָק) فهي الشدة التي توضع داخل الحرف لتضعيف نطقه بما فيها الأحرف (ב ג ד כ פ ת) وهي مطابقة للشدة باللغة العربية، إلا أن الشدة الثقيلة لا تدخل على الأحرف (א ה ח ע).
أما في حرف (ר) والذي يقابل الراء في العربية فإن الشدة الثقيلة توضع فيه أحيانا فيلفظ /ʀʀ/ وفي بعض الأحيان لا توضع فيه الشدة الثقيلة مما يؤدي إلى تغيير في الحركات التي تسبقه فيلفظ /ʀ/ أي أنه يعامل معاملة الحروف (א ה ח ע) عند عدم وضع الشدة فيه.
وهناك نوع من الشدة الثقيلة، ويسمى باللغة العبرية الطبرية بـ (דְּחִיק)، وهذه الشدة تدخل على الحرف الأول من حروف الكلمة إذا سبقت الكلمة بكلمة مكونة من مقطع واحد مفتوح.
لاحظ الجدول الآتي والذي يبين الشدة الثقيلة مع الأحرف:
| الحرف مع الشدة | كيفية النطق | الحرف مع الشدة | كيفية النطق | الحرف مع الشدة | كيفية النطق |
| -------------- | ----------- | -------------- | ----------- | -------------- | ----------- |
| בּ              | /bb/        | יּ              | /jj/        | פּ              | /pp/        |
| גּ              | /gg/        | כּ              | /kk/        | צּ              | /sˤsˤ/      |
| דּ              | /dd/        | לּ              | /ll/        | קּ              | /qq/        |
| וּ              | /vv/        | מּ              | /mm/        | (רּ)            | (/ʀʀ/)      |
| זּ              | /zz/        | נּ              | /nn/        | שּ              | /ʃʃ/ /ss/   |
| טּ              | /tˤtˤ/      | סּ              | /ss/        | תּ              | /tt/        |

ملاحظات:
- لا يأتي في اللغة العبرية الطبرية حرف مشدد بالشدة الثقيلة إلا وهو مسبوق بحركة.
- لا تدخل الشدة الثقيلة على حرف (ר) إلا في حالات محددة وقليلة، وبالتالي فإنه يعامل معاملة الأحرف الحلقية (א ה ח ע) غالبا.

### حركات أخرى
هناك حركات أخرى في اللغة العبرية الطبرية وهي:
- (بالعبرية الطبرية: רָפֶה) ورمزها (־): عبارة عن شرطة أفقية توضع فوق حروف (ב ג ד כ פ ת / ך ף) ليصبح نطقها خفيفا (בֿ גֿ דֿ כֿ פֿ תֿ / ךֿ ףֿ) وهي عكس الشدة الخفيقة، وكما توضع فوق الحرفين (א ה) إذا وقعا في الكلمة ولم يكن المقصود منهما هو /ʔ/ و/h/ أي تصبح على صورة (אֿ הֿ).
- (بالعبرية الطبرية: מָפִּיק) ورمزها (ּ): عبارة عن نقطة توضع داخل حرف (א ה) في آخر الكلمة إذا كان المقصود منهما هو /ʔ/ و/h/ أي تصبح على صورة (אּ הּ).